# Charles Bartholmé
Le pasteur Charles Bartholmé, né le 10 mars 1881, à Strasbourg, où il est mort le 11 avril 1962, a présidé le conseil synodal de l'Église réformée d'Alsace et de Lorraine (ERAL) de 1935 à 1960.

## Biographie
Fils de Charles Bartholmé, commerçant, et d’Emma Jung, il a épousé à Echery le 25 août 1908 Marie Leiber, institutrice à Sainte-Marie-aux-Mines. Après des études à la Faculté de théologie protestante de Strasbourg, de 1899 à 1904, il a été vicaire de 1904 à 1908 successivement à Sainte-Marie-aux-Mines, Durstel et Colmar et a accompli dans l’intervalle son service militaire (1906-1907). Ordonné le 29 septembre 1907, pasteur de la paroisse luthérienne de Dehlingen (1908-1913), puis de celle, réformée, de Thann (1913-1935), il a terminé sa carrière à la paroisse de la rue du Bouclier (1935-1955). Il a en outre été choisi comme visiteur ecclésiastique de l’Église réformée d’Alsace et de Lorraine de 1926 à 1935, puis comme président du consistoire réformé de Strasbourg de 1935 à 1956. La même année 1935, il a été élu par le synode président du conseil synodal de l’ERAL et réélu jusqu’en 1960. Durant cette même période et à l'exception de la période d'occupation allemande, il a été vice-président de la Fédération protestante de France.
Prédicateur réputé[réf. souhaitée], tant en français qu’en allemand, voire en dialecte, il a marqué durablement ses paroissiens, insistant plus sur la vie chrétienne que sur le dogme. Méthodique et travailleur, il parvint avec autorité et tact à mener de front ses obligations administratives de président d’Église et son ministère paroissial. Pendant l’annexion de fait (1940-1945), il se montra d’autant plus avisé, habile et prudent à l’égard des autorités allemandes qu’il était suspecté de sympathies françaises. Il leur obéissait en traînant les pieds et évitait au maximum tout contact avec elles, qui se frottaient déjà à la réserve matoise de Charles Maurer, son collègue président de l’Église de la Confession d’Augsbourg. Le régime nazi avait rattaché le consistoire réformé de Metz au Palatinat et surtout instauré la séparation de l'Église et de l'État, en l’obligeant à instituer un « statut organique de l’Église ». Il rechercha le contact avec les dirigeants de l’Église confessante d’Allemagne, motif vraisemblable de son voyage à Berlin[réf. souhaitée]. La Faculté de théologie de Strasbourg ayant été fermée, les étudiants devaient suivre les cours et passer les examens à celle de Leipzig. Pour pouvoir un jour faire reconnaître leur diplôme, jugé infamant, par  l’Université française, il recruta un collège clandestin d’universitaires de Strasbourg partageant son point de vue pour sanctionner ces examens. Il créa l’Offrande synodale pour assurer le traitement des pasteurs et le fonctionnement de l’Église. Les fidèles se révélèrent alors plus généreux que jamais, par esprit de résistance.
La suppression de la paroisse réformée Saint-Paul, de Strasbourg et le comportement de Bartholmé lui attirèrent un auditoire accru, renforcé par l’exécution régulière au Bouclier de cantates de J.S. Bach. Le second poste pastoral était resté vacant pendant toute cette période, après la fuite, qu’il encouragea, du jeune pasteur Théo Preiss, sur un train de charbon par la Suisse et de là en France libre. 
À la Libération, son prestige personnel et son amitié avec Charles Altorffer, directeur des Cultes, et Marc Boegner, président de la Fédération protestante de France, l’aidèrent à rétablir l’unité de son Église.

## Publications
Il a été le rédacteur de la Feuille synodale de l’Église réformée d’Alsace et de Lorraine de 1935 à 1960 (le n°1 de 1946 publie son rapport de synthèse sur la période de guerre, p.4-22),  le collaborateur de l’Almanach de l’Église réformée d’Alsace et de Lorraine, 1951-1960, et le directeur et préfacier du recueil d’études Calvin à Strasbourg 1538-1541, Strasbourg, 1938.